# 坂川翔太
坂川 翔太（さかがわ しょうた、1990年2月8日 - ）は、福井県南条郡出身のサッカー選手、サッカー指導者。現役時代のポジションはディフェンダー。日本サッカー協会指導者ライセンス（公認A級ジェネラル）を保有している。

## 来歴
福井商業高校3年時にディフェンダーとして全国高等学校サッカー選手権大会に出場。北陸大学3年時に学生コーチに転身した。
2015年から2018年には、アスルクラロ沼津のヘッドコーチを務め、2019年に産業能率大学サッカー部のコーチに就任。
2020年より、ブラウブリッツ秋田のトップチームコーチに就任。2024年12月18日、シーズン限りでの退任、アカデミーコーチに就任することが発表された。

## エピソード
- 「サッカーはパッション（情熱）とロジック（論理）」が口癖[5]。
- 戦術ミーティングは、10分と決めており、選手が迷わないよう心がけている。

## 所属クラブ・学歴
- 2005年 - 2007年 福井県立福井商業高等学校
- 2008年 - 2009年 北陸大学

## 指導歴
- 2010年 - 2014年 北陸大学サッカー部
  - 2010年 - 2011年  学生コーチ
  - 2012年 - 2014年 コーチ
- 2015年 - 2018年 アスルクラロ沼津 ヘッドコーチ
- 2019年 産業能率大学サッカー部 コーチ
- 2020年 - ブラウブリッツ秋田
  - 2020年 - 2024年 トップチーム コーチ
  - 2025年 - アカデミーコーチ